# Rally RACE Costa Blanca de 1985
El Rally RACE Costa Blanca de 1985, oficialmente 33.º Rally RACE - Costa Blanca, fue la trigésimo tercera edición, la octava ronda de la temporada 1985 del Campeonato de Europa y la segunda de la temporada 1985 del Campeonato de España de Rally. Se celebró del 22 al 24 de marzo y contó con un itinerario de treinta y dos tramos que sumaban un total de 411 km cronometrados. Contó con el patrocinio de la diputación de Alicante y la cadena hotelera Sol.
El itinerario escogido por la organización fue similar al año anterior con mayoría de tramos cortos y rápidos de unos 8 o 9 km. El más destacados era el de Jalón, con 24,5 km  de largo y por el que debían pasar hasta cuatro veces representando cerca del 25% del kilometraje total de la prueba. También destacaron el de Peñaguila; el de Turon el más largo con 29,68 km y el de Sella con 18,64 km. Estos dos últimos a doble pasada. Contó nuevamente con fuerte presencia extranjera predominando los pilotos italianos siendo Miki Biasion, con un Lancia 037 Rally de la escudería Jolly Club, el máximo favorito. El principal rival en el Costa Brava para Biasion había sido Attilio Bettega pero este no acudió al estar entrenando en Kenia para el Rally Safari. En su lugar la escudería West Lancia Team inscribió a Andrea Zanussi piloto que se encontraba casi retirado de las carreras en ese momento. Como acompañantes de estos dos pilotos se encontraban Mauro Pregliasco y Dario Cerrato. Entre los españoles destacaban Salvador Servià con un quinto Lancia 037 Rally y Antonio Zanini este último con ciertas dudas ya que venía de destrozar el Peugeot 205 T16 en la anterior cita.

## Desarrollo
Desde el primer momento los Lancia marcaron la tónica de la carrera y ocuparon las cuatro primeras plazas de la clasificación con Miki Biasion al frente. Su compañero Cerrato le seguía muy de cerca mientras que Zanussi con algunos problemas se quedaba atrás y era superado por Servià, el mejor de los españoles que rodaba tercero. En quinta posición se situaba Carlos Sainz el primer no Lancia que se encontraba por delante de Pregliasco con su Renault 5 Turbo. Por su parte Zanini tenía problemas y tras sumar un minuto de penalización rodaba en décima posición. Por delante suya se encontraban el alemán Harald Demuth con un Audi Quattro A2, el también español Beny Fernández y el inglés Jimmy McRae ambos con Opel Manta 400. Estos tres mantenían un bonita lucha aunque pero muy alejados de los Lancia. La peor suerte se la llevó Jesús Puras que detuvo su Renault 5 Turbo en pleno tramo por culpa de un incendio en el mismo que acabó calcinando por completo. El fuerte viento hizo que las llamas se extendieran por un bosque por lo que se anuló el tramo. El viento también provocó problemas en las comunicaciones por radio y los tiempos se iban conociendo con retraso.
Al término de la primera etapa Biasion rodaba en primera posición con una ventaja de casi un minuto sobre Cerrato. La tercera posición seguía siendo para Servià que abría distancias con su inmediato seguidor, Andrea Zanussi. El piloto italiano perdió unos «segundos preciosos» en el tramo de Jalón cuando se encontró el Opel Manta de Beny Fernández cruzado en la carretera que venía de realizar un trompo justo a la entrada de un puente. El único Lancia fuera de carrera era el de Pregliasco que había cometido un error y tras golpear una rueda rompió la transmisión. Con su Renault 5 Sainz continuaba quinto y daba una imagen de piloto «incisivo y no exento de espectacularidad» mientras que Zanini seguía con problemas aunque lograba escalar a la sexta posición. Por detrás de él se encontraba Beny Fernández que vencía a Harald y a McRae en su batalla personal.
La segunda etapa fue la más emocionante. Biasion sufrió una salida de pista y cedió el liderato a Cerrato por lo que Servià se lanzó al ataque y logró ponerse líder en tramo veintiocho con tres minutos de ventaja. Sin embargo Biasion logró recuperarse y lideró la prueba hasta el final. A falta de tres tramos tenía una renta de nueve segundos sobre el español y trece sobre Cerrato que acabó incrementando en un final de rally donde los tres pilotos que lucharon por la victoria llegaron a marcar el mismo tiempo en algunas especiales. Biasion repitió victoria en el RACE dos años después de lograr la primera. Servià, segundo clasificado, se adjudicó la victoria en el campeonato de España y aumentaba su ventaja notablemente. Tercero fue Cerrato a veintitrés de Biasion y más atrás Zanussi con el cuarto Lancia a casi tres minutos. Sainz fue quinto y segundo en el campeonato de España por delante de Zanini que llegó a marcar dos scratch a pesar de los problemas que tuvo durante toda la prueba. En el grupo A venció Josep Arqué con Opel Manta y en el grupo N lo hizo Bassas con su Renault 11 Turbo. En las copa de promoción, José Bernardo Pino ganó la copa Ford y José Antonio Zorrilla el desafío Peugeot.

## Clasificación final
| Pos. | Piloto          | Copiloto          | Automóvil                     | Tiempo  | Diferencia |
| ---- | --------------- | ----------------- | ----------------------------- | ------- | ---------- |
| 1.   | Miki Biasion    | Tiziano Siviero   | Lancia 037 Rally              | 4:20:32 | 0.0        |
| 2.   | Salvador Servià | Jordi Sabater     | Lancia 037 Rally              | 4:20:47 | +0:15      |
| 3.   | Dario Cerrato   | Giuseppe Cerri    | Lancia 037 Rally              | 4:20:55 | +0:23      |
| 4.   | Andrea Zanussi  | Sergio Cresto     | Lancia 037 Rally              | 4:23:24 | +2:52      |
| 5.   | Carlos Sainz    | Antonio Boto      | Renault 5 Turbo Tour de Corse | 4:23:47 | +3:15      |
| 6.   | Antonio Zanini  | Josep Autet       | Peugeot 205 Turbo 16          | 4:26:24 | +5:52      |
| 7.   | Beny Fernández  | José López Orozco | Opel Manta 400                | 4:30:40 | +10:08     |
| 8.   | Jimmy McRae     | Ian Grindrod      | Opel Manta 400                | 4:34:58 | +14:26     |
| 9.   | Josep Arqué     | Albert Alumà      | Opel Manta GT/E               | 5:06:47 | +46:15     |
| 10.  | Vicente Cabanes | Marisa Sempere    | Opel Manta GT/E               | 5:06:58 | +46:26     |